# Ball de Malcasats de Torredembarra
El Ball de Malcasats de Torredembarra neix l'any 2020 amb la intenció de recuperar un ball parlat que ja va existir el segle XIXen aquesta població. Amb la pandèmia mundial, els inicis del ball i la seva posada en escena es posposen fins a la Festa Major de Santa Rosalia de 2021, quan l'entitat surt per primera vegada encara sense vestits i sense l'estructura definitiva.
L'1 de setembre de 2022 el Ball de Malcasats de Torredembarra actua per primera vegada amb els seus vestits i estrenant el ball. El vestuari fou obra de la cap de vestuari de La Cubana, Cristina López, mentre que la música que compon el ball la va crear Anna Flores.

## Característiques del Ball de Malcasats de Torredembarra
El ball parlat del Ball de Malcasats té una estructura similar al de Dames i Vells, àmpliament conegut. Es tracta de diverses parelles -en el cas del de Torredembarra, quatre-, que responen a diverses realitats socials. També hi apareixen tres personatges en representació de les autoritats: el batlle, el cap de la policia i el capellà de la vila, que intervenen per intentar resoldre les disputes de les quatre parelles.
Cada parella respon a tòpics, oficis o rols socials relacionats amb la Torredembarra del segle XIX, quan tenim les primeres referències del Ball de Malcasats actuant a la vila. Per aquesta raó, una parella representa la gent indiana i econòmicament benestant; una altra parella té l’ofici de pescador fent referència a la gent de Baix a Mar; una altra parella és obrera de fàbrica, i per tant de classe treballadora; mentre que la darrera serà botera, en al·lusió a l’artesania i petit comerç local, i ubicada dalt la Torre.
En aquest sentit, l’entitat compta amb vestuari que caracteritza cadascun dels vuit personatges que conformen les parelles, així com les tres autoritats.
El ball és mixt, format a parts iguals entre dones i homes, un fet que també es diferencia dels balls parlats del segle XIX. El text és totalment original, ja que no es conserva cap còpia del representat a la vila a mitjans del segle XIX, un fet que ja va succeir amb els altres tres balls que actualment es representen a la Torre. Tot i això, comptarà amb parts fixes amb clares referències locals. La pràctica totalitat d’aquest text, que és de caràcter satíric, és renovat any a any en funció de l’actualitat a la qual s’al·ludeix.

## Marc festiu
El Ball de Malcasats de Torredembarra no forma part del seguici festiu, ja que és únicament un ball parlat. D’aquesta manera, no participa, per exemple, de la cercavila del 3 de setembre o de les passades de lluïment del 4 de setembre en motiu de la Festa Major de Santa Rosalia de Torredembarra.
Com a ball parlat de carrer, l’entitat fa diverses passades en espais emblemàtics de Torredembarra, sempre en funció de la demanda del públic. Algunes d’aquestes poden dur-se a terme dalt d’un escenari o amb equip de so per ajudar al públic a entendre millor el text. El Ball de Malcasats no cobra diners públics per les seves actuacions i "passa el barret" al final de cada representació per obtenir una simbòlica recompensa per part del públic espectador.